# Gradske zidine u Hvaru
Gradske zidine u Hvaru, zaštićeno kulturno dobro Republike Hrvatske.

## Opis
Romaničke zidine s tri sačuvane četverokutne kule na uglovima, sagrađene krajem 13. i početkom 14. stoljeća koje su nekad zatvarale srednjovjekovni grad, a danas predio Groda. Sastoje se iz južnog poteza na kojem su dvoja gradska vrata te istočnog i zapadnog zida koji se penju do tvrđave zatvarajući ljevkasti prostor. Kamene zidine završavaju kruništem, a s unutrašnje strane imaju obrambeni ophod. Pretpostavlja se da su neki dijelovi zidina sagrađeni u kasnoj antici.

## Zaštita
Pod oznakom Z-5108 zavedene su kao nepokretno kulturno dobro - pojedinačno, pravna statusa zaštićena kulturnog dobra, klasificirano kao "profana graditeljska baština".